# Sandovalina
Sandovalina is een gemeente in de Braziliaanse deelstaat São Paulo. De gemeente telt 3.387 inwoners (schatting 2009).

## Aangrenzende gemeenten
De gemeente grenst aan Estrela do Norte, Mirante do Paranapanema, Pirapozinho, Presidente Bernardes en Tarabai.